# Mennonitenkirche Sembach

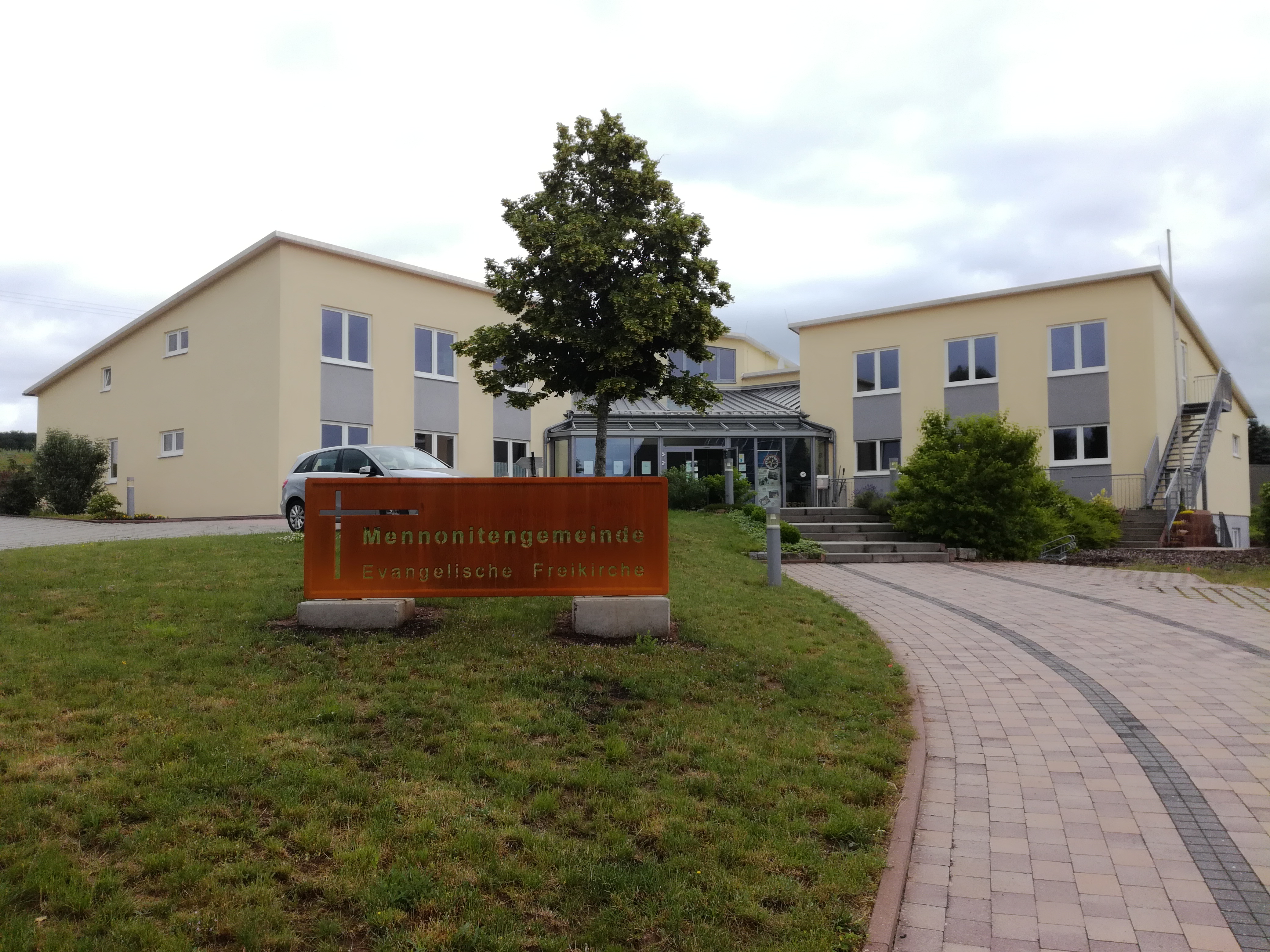
Das neue mennonitische Gemeindehaus, das neben der Kirche erbaut wurde

Die Mennonitenkirche Sembach stammt aus dem Jahr 1777. Sie wurde wie andere mennonitische Kirchen als schlichte Predigtkirche konzipiert. 

## Geschichte
Sembach wurde bereits gegen Ende des 17. Jahrhunderts Sitz einer Täufergemeinde. Wie an anderen Orten der Pfalz waren es vor allem aus der Schweiz vertriebene Täufer, die hier eine Zuflucht fanden. Bis Ende des 18. Jahrhunderts bestand auch noch im nahegelegenen Fischbach eine selbstständige Mennonitengemeinde, die sich jedoch Ende des 18. Jahrhunderts mit der Gemeinde in Sembach zusammengeschlossen hat.
Die Versammlungen und Gottesdienste der Sembacher Täufergemeinde fanden in den ersten Jahren noch in Privathäusern in Sembach und den umliegenden Höfen statt. Mit finanzieller Hilfe niederländischer und Krefelder Mennoniten konnte schließlich 1777 die heute noch bestehende Kirche eingeweiht werden. Bei dem Bau handelt es sich um ein relativ schlicht gehaltenes turmloses Satteldachgebäude. Das Eingangsportal ist barock gestaltet. Die spitzbogigen gotisierenden Fenster stammen wahrscheinlich aus der Mitte des 19. Jahrhunderts. Das Kircheninnere ist ohne größere Ausschmückungen und Altar gestaltet. Über dem Rednerpult / Abendmahlstisch befindet sich ein schlichtes Holzkreuz.
Im Jahr 1842 kam ein Pfarrhaus hinzu. In den Jahren 1853/1855 wurde die Kirche renoviert und erweitert. Ein weiterer Umbau der Kirche mit Einbau einer Empore erfolgte 1974/75. Seit 2011 wurde neben der Kirche ein modernes Gemeindezentrum aufgebaut, das 2015 eingeweiht worden ist.

## Gemeindeleben
Der Gemeinde gehören etwa 170 Gemeindemitglieder an. 
Sie ist Mitglied in der regionalen Arbeitsgemeinschaft Südwestdeutscher Mennonitengemeinden, über die sie in die Arbeitsgemeinschaft Mennonitischer Gemeinden in Deutschland eingebunden ist.

## Trivia
Täufer der auswärts gelegenen Höfe wie dem Horter- oder Messerschwanderhof mussten zum Teil längere Wege durch den Otterberger Wald und den Staudacker zum Gottesdienst in Sembach zurücklegen. Daher wurde dieser Weg zum Teil auch als Mennonitenpfad bezeichnet. Heute ist dieser Weg jedoch großenteils umgepflügt und nicht mehr erkennbar.